# ウッドストック (バーモント州)
ウッドストック（英: Woodstock）は、アメリカ合衆国バーモント州の町。ウィンザー郡の郡庁所在地である。人口は3,020人（2022年推計）。町内にはウッドストック、サウスウッドストック、タフツビルの各ビレッジがある。

## 歴史

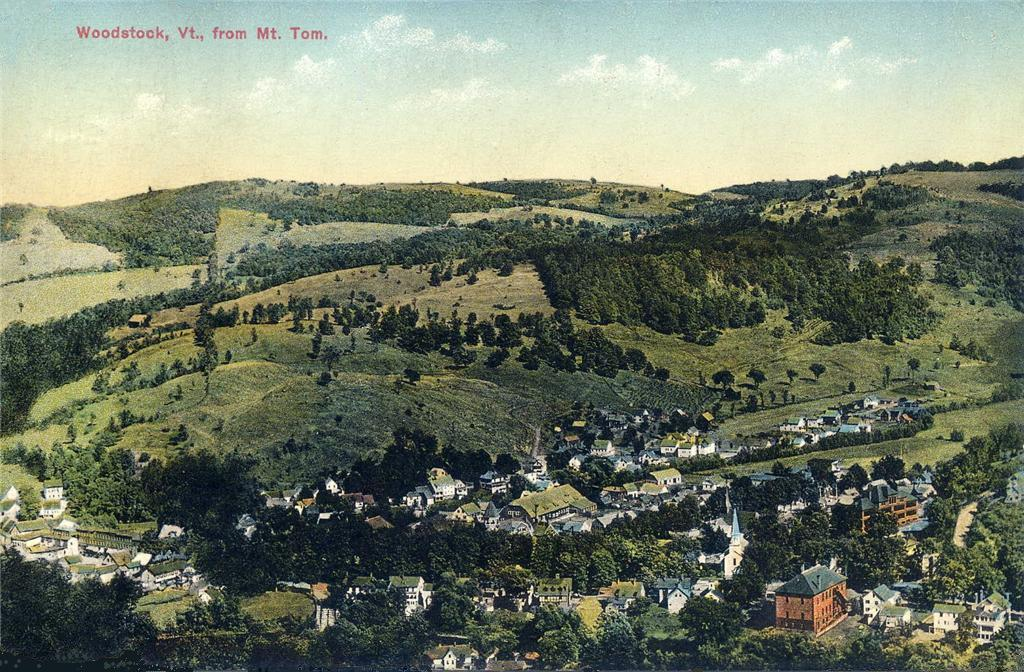
トム山からの眺め、1913年

1761年7月10日、ニューハンプシャー払下げの1つとして、ウッドストックとなる領域はニューハンプシャー植民地総督ベニング・ウェントワースが認証し、デイビッド・ペイジなど62人に払い下げられた。ブレナム宮殿とその所有者第4代マールバラ公爵ジョージ・スペンサーへの敬意として、イングランドのオックスフォードシャーにあるウッドストックにちなんで名付けられた。町への最初の入植は、1768年のジェイムズ・サンダーソンとその家族だった。1776年、ジョーブ・ホイジントンがオウタークィチー川南支流の傍に製粉所を建設し、さらに製材所が続いた。町は1837年に法人化された。
アメリカ独立戦争のために開拓が進まなかったが、1783年に一旦戦争が終わると急速に発展した。1807年にはここでバーモント州議会が開催され、州都の位置づけになったが、翌年には州都がモントピリアに移された。オウタークィチー川の滝が工場を操業させる水力を提供した。工場では大鎌や斧、梳綿機械、毛織物を生産した。機械工場や銃器工場もあった。その他、家具、木製品、窓枠やブラインドも生産した。荷馬車、馬のハーネス、鞍、荷物トランク、革製品が生産された。1859年時点で人口は3,041人になっていた。1875年9月29日、ウッドストック鉄道がホワイト川ジャンクションまで開通し、貨物や乗客を運んだ。1892年にはウッドストック・インがオープンした。
産業革命によって町は繁栄した。現在の町の経済は大部分が観光業で推進されている。国勢調査に拠れば、州内の町で一人当たりの収入は第20位、非住民が所有する家屋が高い比率を示している。町の中央広場はグリーンと呼ばれ、修復が進んだジョージア調、連邦様式、ギリシャ復古調の建物が並んでいる。グリーンに隣接する地区の不動産価格は州内でも高い方である。ボストンやニューヨークなどの都市から来るセカンドハウスの裕福な所有者が季節によって在住し、町の経済力や生活を活性化させており、それと同時にバーモント州民にとっては近づきがたいものにさせている。
町は無料Wi-Fiインターネット接続サービスrを提供しており、町のほぼ全域をカバーしているので、「ワイアレス・ウッドストック」と呼ばれている。

## レイアウトとデザイン
カナダ人の著作家で建築家ウィトールド・リブチンスキーは、その著書『シティライフ: 新世界の都市の期待』で、この町のレイアウトを幅広く分析し、それを決めた非公式の非文書化規則を考察した。次のように言っている。

全体的レイアウトは地形によって決められているように見える。狭く、平坦なバレーが一方でオウタークィチー川で、他方は小さなクリークの作る曲線で縁どられている。グリーンは川とクリークの間の狭い半島に、長手方向に置かれ、多くの地点で川岸に下がっていく後庭が作られている。

ウッドストックの建設者は重要な建物に重要な場所が必要であることを気付いていた。聖公会教会がグリーンの頭にあり、メソジスト教会がその下、会衆派教会がプレザント通りがエルム通りに突き当たる光景に巧妙に近い所にある。誇りの場所であるグリーンは、片方を民家が占め、他方に郡庁舎やイーグルホテルがある。店舗、銀行、郵便局など事業所が隣接する2本の通り沿いにあるが、グリーンには接していない。これが一種の微妙な都市デザインであるが、それがデザインであり、既存のマスタープランからは得られないが、建物自体の中から得られるデザインである。大まかな枠構造が決められ、個々の建設者が思いつくものを採用した。パリ人の計画が慎重に組み合わされた交響楽に似ているならば、ニューイングランドの町は、...大変拘束されたジャズのようであり、...ジャズと同様にアドリブを含み、ジャズにおけるように、結果が偶然であったり、規則がないことを意味してはいない。
リブチンスキーはさらに非公式の規則の幾らかを分析している。例えば企業の場合の建物は側道に接近して立っており、住居の場合は10ないし15フィート (3 - 4.5 m) 離してある。区画は概して細長く、通りに面した長さをほぼ等しくしている。商業ビルは並んで立ち、公共機能のある重要な建物、例えば図書館や裁判所が拘束の無い建て方をしている。リブチンスキーは、ウッドストックには地域割りが無く、「異なる機能をもつ建物が同じ通りに立ち、今日も残っている」のであり、食肉処理場やガス工場など特別の例外がある、と指摘している。
ロックフェラー家が現在のウッドストックに全体的な性格に大きな影響を与えてきた。彼らは19世紀の建築と田園的雰囲気を残すことに貢献してきた。町の中心点にウッドストック・インを建設した。ローレンスとメアリー・フレンチのロックフェラー夫妻は電力線を地中に埋めさせた。山の稜線の景観を保護するために、景観稜線地区を創設する条例を採択した。この条例は2007年にも更新された。
雑誌「レディーズ・ホーム・ジャーナル」がウッドストックを「アメリカでも最も可愛い小さな町」に挙げた。2011年、南北のパーク通りとエルム通りの1ブロックが、アメリカ企画協会の「アメリカの偉大な場所」プログラムによって、大きな通り景観賞を受賞した。同協会は通りの形と構成、通りの性格と個性、通りの全体的環境と持続的可能性を評価した。

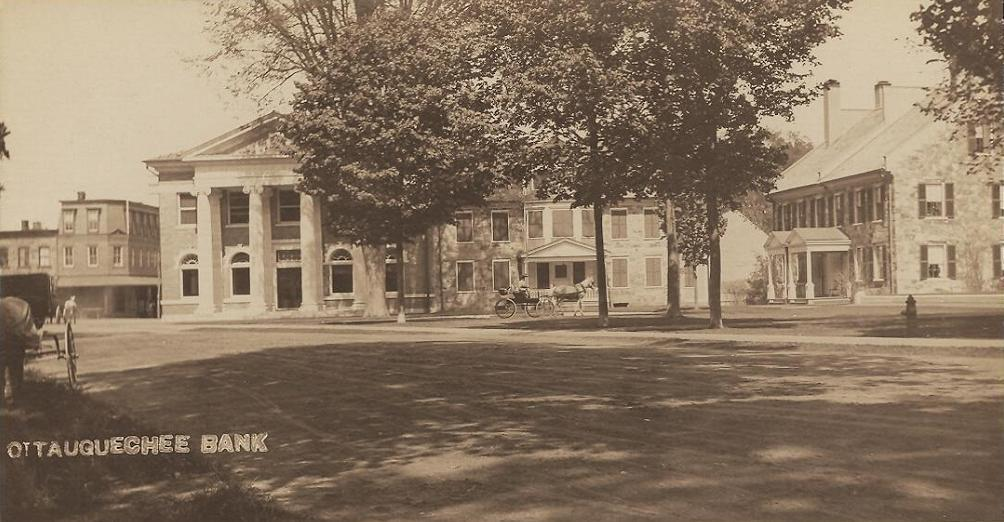
町の中心、1905年頃
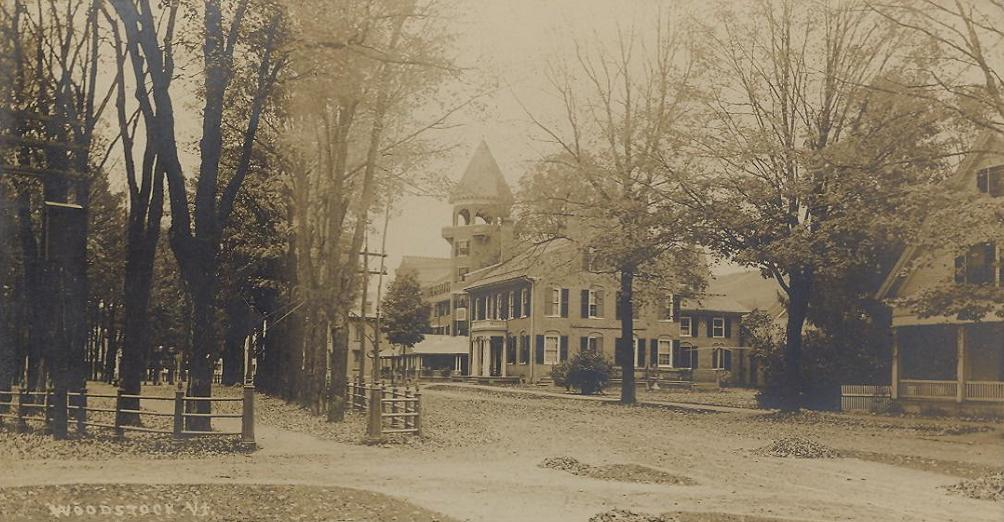
町の通り、1906年
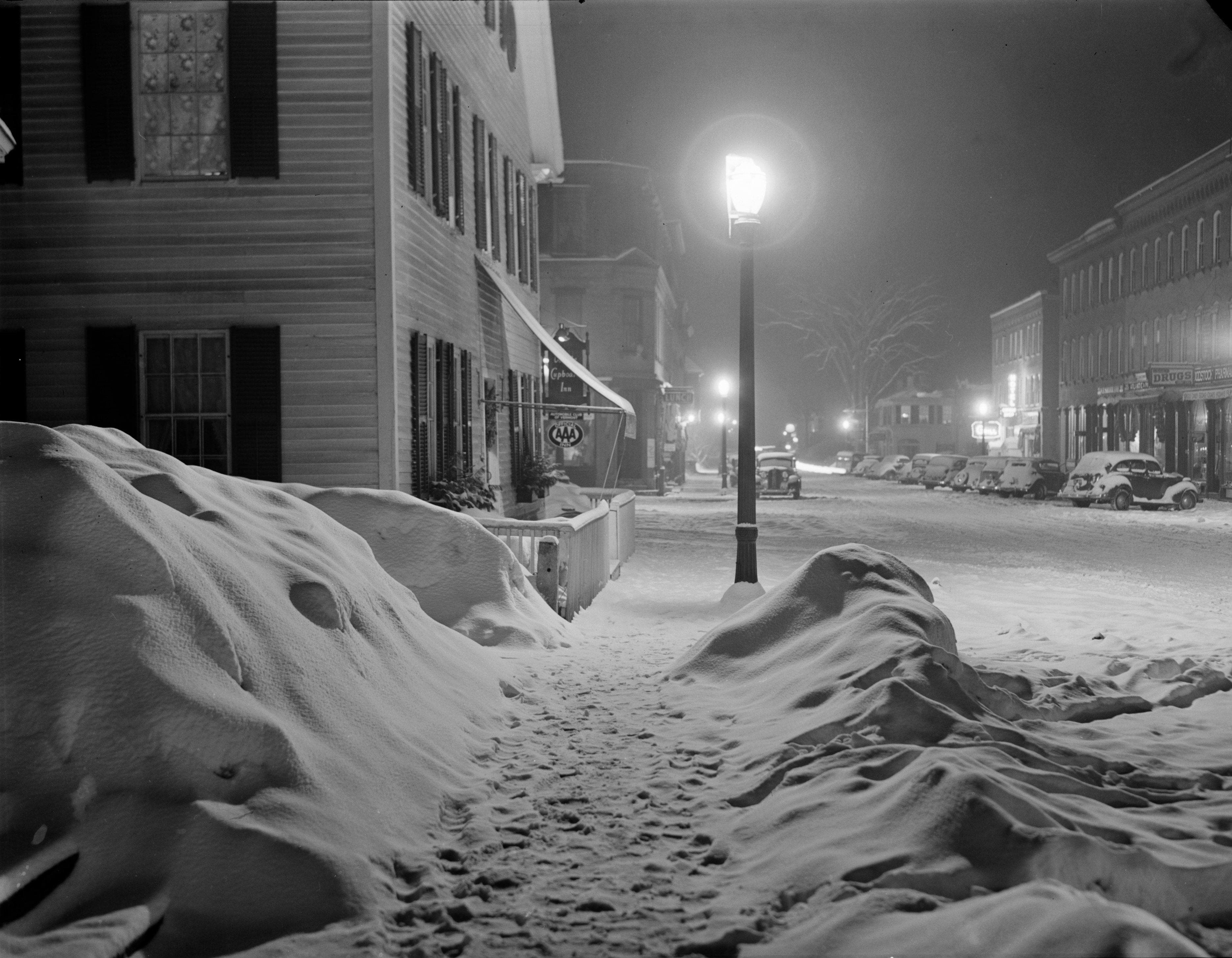
雪の夜、1940年

## 地理
アメリカ合衆国国勢調査局に拠れば、市域全面積は44.6平方マイル (115.6 km2)であり、このうち陸地44.4平方マイル (114.9 km2)、水域は0.27平方マイル (0.7 km2)で水域率は0.63%である。町内をオウタークィチー川が流れている。
町内をアメリカ国道4号線、バーモント州道12号線、同106号線が通っている。町の北はポンフレット、北東はハートフォード、東はハートランド、南はレディング、西はブリッジウォーターの各町に接している。
ウッドストックはボストンから車で3時間、ニューヨーク市からは250マイル (400 km) の位置にある。ラトランドあるいはニューハンプシャー州レバノンの空港から自動車、あるいは飛行機で行くことができる。最寄りの公共交通機関は、12マイル (19 km) 東のホワイト川ジャンクションや、48マイル (77 km) 西のラトランドで利用できる。

### 気候
ウッドストックの気候は季節によって温度差が大きいのが特徴であり、夏は暖かいか暑くて湿度が高いことが多く、冬は寒くて時には厳しい寒さになる。ケッペンの気候区分に拠れば、湿潤大陸性気候、略号では "Dfb" にあたる。

## 人口動態

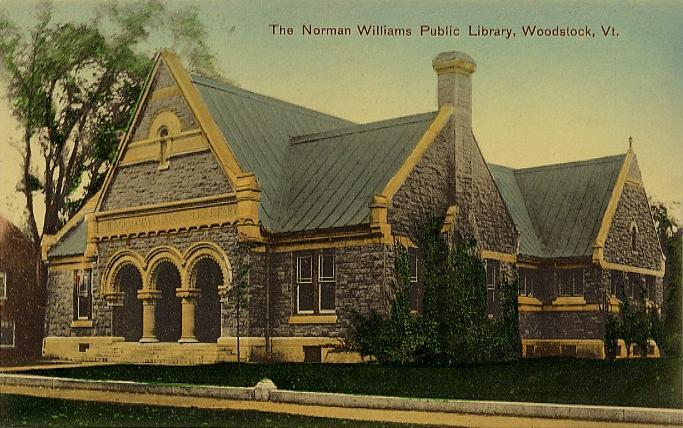
ノーマン・ウィリアム公共図書館、1910年頃、1833年から1834年に建設された

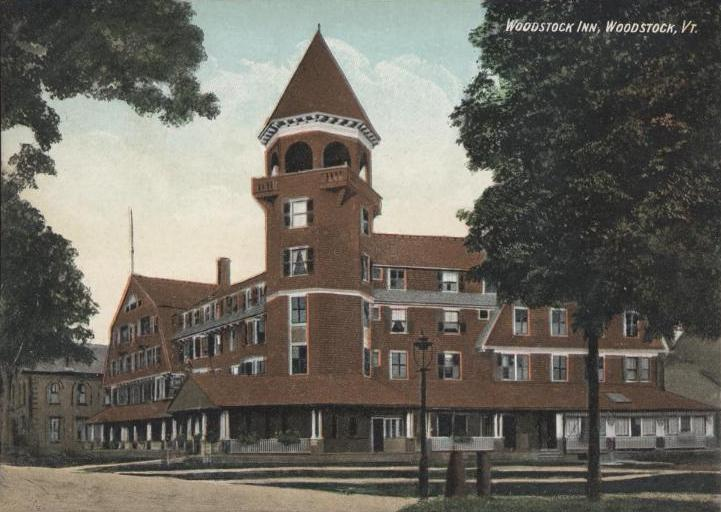
当初のウッドストック・イン、1907年、1892年にオープンしたが、1960年代に新しいものに換えられた

以下は2000年国勢調査による人口統計データである。
| 基礎データ - 人口: 3,232 人 - 世帯数: 1,388 世帯 - 家族数: 877 家族 - 人口密度: 28.0人/km2（72.6 人/mi2） - 住居数: 1,775 軒 - 住居密度: 15.4軒/km2（39.9 軒/mi2） 人種別人口構成 - 白人: 98.08% - アフリカン・アメリカン: 0.40% - ネイティブ・アメリカン: 0.22% - アジア人: 0.62% - その他の人種: 0.25% - 混血: 0.43% - ヒスパニック・ラテン系: 0.80% 年齢別人口構成 - 18歳未満: 20.7% - 18-24歳: 4.9% - 25-44歳: 23.9% - 45-64歳: 31.7% - 65歳以上: 18.8% - 年齢の中央値: 45歳 - 性比（女性100人あたり男性の人口） - 総人口: 94.0 - 18歳以上: 90.6 | 世帯と家族（対世帯数） - 18歳未満の子供がいる: 26.4% - 結婚・同居している夫婦: 52.7% - 未婚・離婚・死別女性が世帯主: 8.1% - 非家族世帯: 36.8% - 単身世帯: 29.7% - 65歳以上の老人1人暮らし: 11.3% - 平均構成人数 - 世帯: 2.24人 - 家族: 2.79人 収入と家計 - 収入の中央値 - 世帯: 47,143米ドル - 家族: 57,330米ドル - 性別 - 男性: 33,229米ドル - 女性: 26,769米ドル - 人口1人あたり収入: 28,326米ドル - 貧困線以下 - 対人口: 6.4% - 対家族数: 4.3% - 18歳未満: 8.3% - 65歳以上: 3.7% |

## 芸術と文化

### 文化的な年中行事
ビリングス農園と博物館で毎年10月に収穫祭の週末が開催され、トウモロコシの皮むき作業、納屋でのダンス、19世紀の収穫作業などが行われる。

### 観光
ビリングス農園と博物館はアメリカ合衆国国定歴史建造物である。この敷地と邸宅はローレンス・ロックフェラーとその妻であるメアリー・フレンチが所有していた。この農園と博物館には酪農場や修復された1890年建設の農家がある。

## 公園とレクリエーション
マーシュ・ビリングス・ロックフェラー国定歴史公園がウッドストックにあり、バーモント州内も通るアパラチアン・トレイルを除けば、州内で唯一のアメリカ合衆国国立公園体系に入る公園である。この公園はフレデリック・ビリングスが管理森林を設立し、進歩的な酪農場を作った場所を保存している。

## 教育
ウッドストック町の教育はウッドストック小学校とウッドストック統合高校中学校が担当している。これらの学校はウィンザー中央監督連合の一部である。

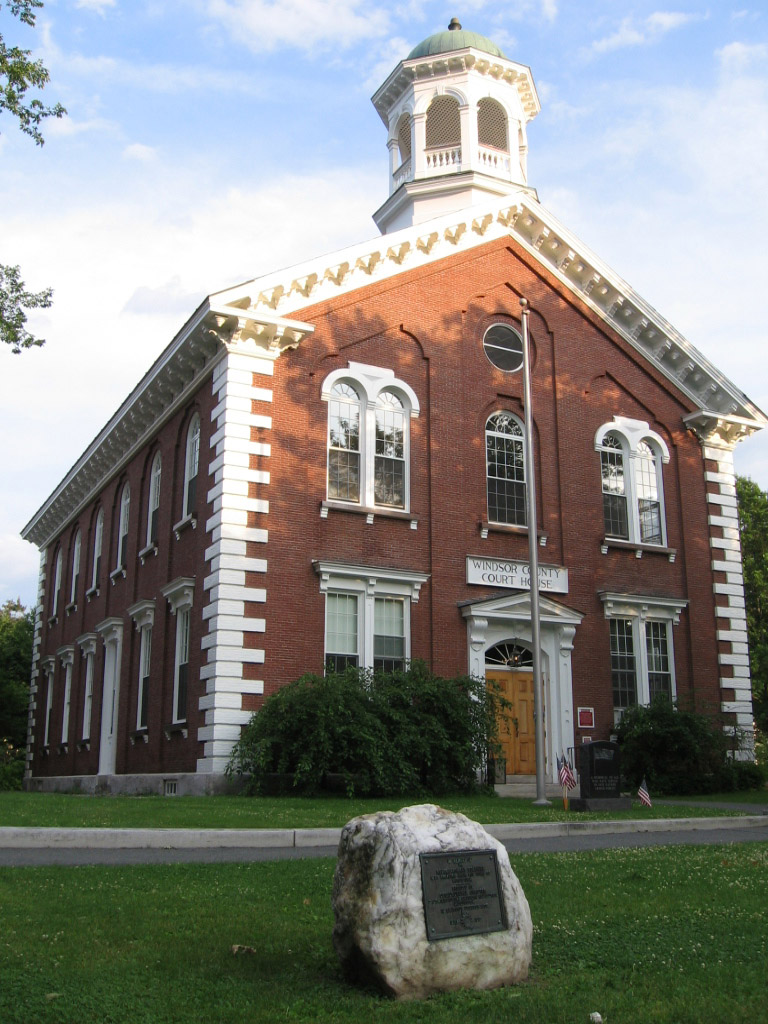
ウィンザー郡庁舎

## 著名な出身者
- フレデリック・ビリングス、弁護士、投資家、ノーザン・パシフィック鉄道社長[25]
- キーガン・ブラッドリー、プロゴルファー[26]
- ジェイコブ・コラマー、政治家、アメリカ合衆国郵政長官[27]
- ジョージ・デューイ、海軍提督、元帥[28]
- ダフネ・ズニーガ、映画とテレビの女優[29]

## 大衆文化の中で
- バドワイザー・ビールのクリスマス・コマーシャルはその大半がサウスウッドストックで撮影された。醸造所の荷車をクライズデール馬が曳くシーンがある
- 1971年の映画『Dr. Cook's Garden』、1981年の『ゴースト・ストーリー』[30]、1988年の『Funny Farm』などはウッドストック周辺で撮影された[31]

## 見どころ
- ビリングス農園と博物館[32]
- リンカーン屋根付き橋[33]、1877年建設
- マーシュ・ビリングス・ロックフェラー国定歴史公園
- ミドル屋根付き橋[34]、1969年建設
- タフツビル屋根付き橋[35]、1836年建設
- ウッドストック第一会衆派教会、マーシュ・ビリングス・ロックフェラー国定歴史公園内にある
- 町役場シアター[36]
- ウッドストック歴史協会&ダナ・ハウス博物館[37]